# インスリン デテミル
インスリン デテミル（Insulin detemir）は、1型および2型糖尿病の治療に使用される長時間作用型インスリンである。皮下注射で使用される。最大で24時間有効とされる。
一般的な副作用は、低血糖、アレルギー反応、注射部位の痛み、体重増加等である。妊娠中や授乳中の使用は安全であると思われる。組織が取り込むブドウ糖の量を増やし、肝臓で作られるブドウ糖の量を減らすことで効果を発揮する。
インスリンデテミルは、2004年6月に欧州連合で、2005年6月に米国で、 2007年10月に日本で医療用医薬品として承認された。世界保健機関（WHO）の必須医薬品リストに掲載されている。 

## 効能・効果
インスリン療法が適応となる糖尿病
1型糖尿病と2型糖尿病の両方の治療に使用される。血糖値管理に関しては、少なくともNPHインスリンやインスリン グラルギンと同等の働きをすると思われる。
インスリン効果の個体内変動はインスリン グラルギンよりも小さい。

## 禁忌
以下の患者には禁忌である。
- 低血糖症状を呈している患者
- 製剤成分に対し過敏症の既往歴のある患者

## 副作用
重大な副作用として、低血糖とアナフィラキシーショックが知られている。
主な副作用は、低血糖、アレルギー反応、注射部位の痛み、体重増加等である。妊娠中および授乳中の使用は安全であると思われる。

## 薬物動態
デテミルは注射局所でジヘキサマー（12量体）を形成する。その後B29位の脂肪酸を介して皮下組織液中のアルブミンと結合しつつ、六量体、二量体、単量体と解離していき、ゆっくりと血中に放出される。

## 化学的特徴
ヒトインスリンB鎖30位のトレオニンを除き、29位のリジンに脂肪酸（ミリスチン酸）が結合したインスリンアナログである。

## 参考資料
1. ↑  “Levemir FlexPen 100 units/ml solution for injection in pre-filled pen - Summary of Product Characteristics (SmPC)”. (emc) (2018年5月21日). 2020年4月14日閲覧。
2. ↑  “Levemir InnoLet 100 units/ml solution for injection in pre-filled pen - Summary of Product Characteristics (SmPC)”. (emc) (2018年5月21日). 2020年4月14日閲覧。
3. ↑  “Levemir Penfill 100 units/ml solution for injection in cartridge - Summary of Product Characteristics (SmPC)”. (emc) (2018年5月21日). 2020年4月14日閲覧。
4. ↑  “Levemir- insulin detemir injection, solution”. DailyMed (2020年3月24日). 2020年10月19日閲覧。
5. 1 2  “Levemir EPAR”. European Medicines Agency (EMA). 2020年4月14日閲覧。
6. 1 2 3 4 5 6 7 8 9  “Insulin Detemir Monograph for Professionals”. Drugs.com.   American Society of Health-System Pharmacists. 2019年3月3日閲覧。
7. 1 2  “Insulin detemir (Levemir) Use During Pregnancy”. Drugs.com (2019年6月12日). 2020年4月14日閲覧。
8. ↑  “Drug Approval Package: Levemir Insulin Detemir[rDNA origin Injection; NDA #021536]”. U.S. Food and Drug Administration (FDA) (2005年7月26日). 2020年4月14日閲覧。
9. ↑  “持効型溶解インスリン「レベミル®」の承認取得｜ニュース｜糖尿病ネットワーク”. ニュース｜糖尿病ネットワーク. 2022年1月19日閲覧。
10. ↑   World Health Organization model list of essential medicines: 22nd list (2021). Geneva: World Health Organization. (2021). hdl:10665/345533. WHO/MHP/HPS/EML/2021.02
11. 1 2 3  “レベミル注フレックスペン／レベミル注イノレット 添付文書”. www.info.pmda.go.jp. 2022年1月19日閲覧。
12. 1 2  粟田卓也「9.脂肪酸が付いた持効型溶解インスリン製剤の誕生」『インスリン製剤の変遷をたどる』メディカル・ジャーナル社、2013年12月16日。